# Gökhan Ünal
Pour les articles homonymes, voir Ünal.
Gökhan Ünal, né le 23 juillet 1982 à Ankara (Turquie), est un footballeur turc avant de devenir entraîneur

## Biographie
Il termine meilleur buteur du championnat turc lors de la saison 2005-2006 en inscrivant 25 buts avec le club de Kayserispor.
Il est transféré au club de Trabzonspor en 2008. Il marque 14 buts lors de sa première saison et quitte la mer noire pour Istanbul et Fenerbahçe en 2010.
Gökhan Ünal possède 15 sélections (4 buts) en équipe de Turquie. Sa première sélection a lieu en 2006.

## Palmarès
- Vainqueur de la Coupe de Turquie en 2008 avec Kayserispor
- Champion de Turquie en 2011 avec Fenerbahçe